# Colapso da Ponte Juscelino Kubitschek de Oliveira

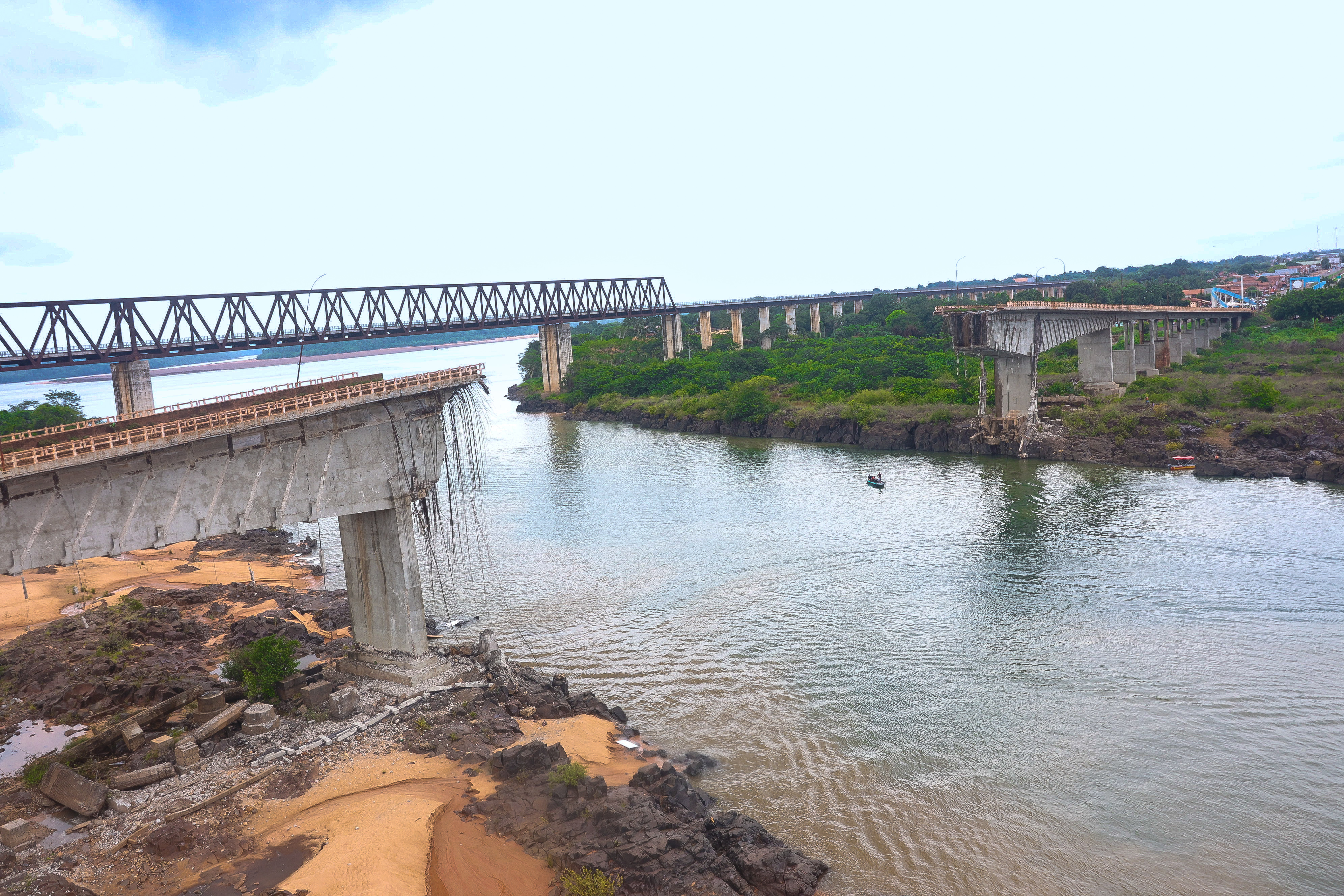
Situação da estrutura após o colapso da Ponte Juscelino Kubitschek de Oliveira

O colapso da ponte Juscelino Kubitschek de Oliveira ou tragédia da ponte Juscelino Kubitschek de Oliveira correu em 22 de dezembro de 2024. A ponte, que cruzava o Rio Tocantins como parte da rodovia BR-226 e BR-010 e ligava os municípios de Estreito, Maranhão, e Aguiarnópolis, Tocantins, Brasil, desabou, matando 14 pessoas e deixando três desaparecidas.

## Contexto

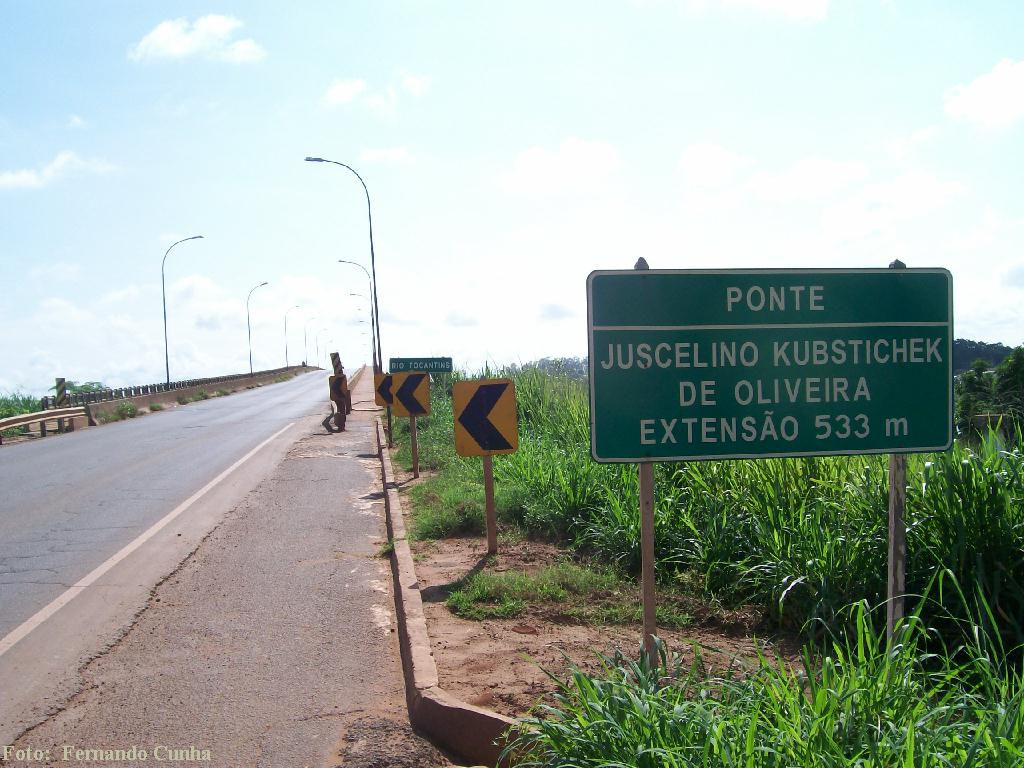
A ponte em 2008

A ponte, inaugurada em janeiro de 1961 e batizada em homenagem ao presidente brasileiro naquele mês, Juscelino Kubitschek, tinha 533 metros de comprimento e um vão livre de 140 metros, um recorde para a época. Integrava a Rodovia Belém–Brasília, importante via de transporte de cargas no país. Em 2020, o Departamento Nacional de Infraestrutura de Transportes (DNIT), órgão do governo federal, já havia relatado diversos problemas, como rachaduras e inclinações nos pilares. Em maio de 2024, a própria agência abriu um processo para contratar empresas e reformar a ponte, que acabou não indo adiante. Um vídeo filmado pelo vereadorde Aguiarnópolis Elias Júnior, que tinha ido até a ponte para mostrar as rachaduras, capturou o início do colapso.
Segundo dados do Ministério Público, 727 das pontes administradas pelo DNIT estavam em condições críticas até maio de 2023, o que equivale a 12,5% das 5,8 mil pontes federais monitoradas pelo órgão, sem contar viadutos e passarelas. Entre essas pontes, 130 foram classificadas como extremamente deterioradas e 597 apresentavam condições ruins. A Ponte Juscelino Kubitschek de Oliveira fazia parte da categoria 2, uma avaliação que aponta problemas sérios, mas ainda sem risco iminente de colapso.

## Colapso
O colapso ocorreu em 22 de dezembro de 2024, por volta das 14h50min na hora local. Dez veículos caíram no rio. Além das vítimas fatais, caminhões que transportavam cerca de 76 toneladas de ácido sulfúrico e 25 mil litros de agrotóxico também tombaram, gerando preocupação quanto ao risco de contaminação do Rio Tocantins. A Ponte Ferroviária Estreito-Aguiarnópolis, ao lado da ponte rodoviária que desabou, não foi afetada pelo colapso. 

## Consequências

### Vítimas
Em 26 de dezembro, oito corpos foram encontrados pelas autoridades brasileiras após buscas submersas, e de acordo com a Marinha do Brasil, pelo menos 9 pessoas ainda estavam desaparecidas. No dia 02 de janeiro, o 14º corpo foi retirado e no dia 18 seguinte, apesar das buscas, três pessoas continuavam desaparecidas: Salmon Alves Santos, de 65 anos e Felipe Giuvannuci Ribeiro, 10 anos, que eram avô e neto, e Gessimar Ferreira da Costa, de 38 anos.  
Jairo Silva Rodrigues, de 36 anos, foi o único a ser resgatado com vida após o desabamento da ponte.
As buscas inicialmente foram prejudicadas devido à possibilidade de derramamento de produtos tóxicos no local e posteriormente devido às chuvas fortes na região, que aumentaram a força das águas do rio e impediram o trabalho dos mergulhadores. 

### Reações

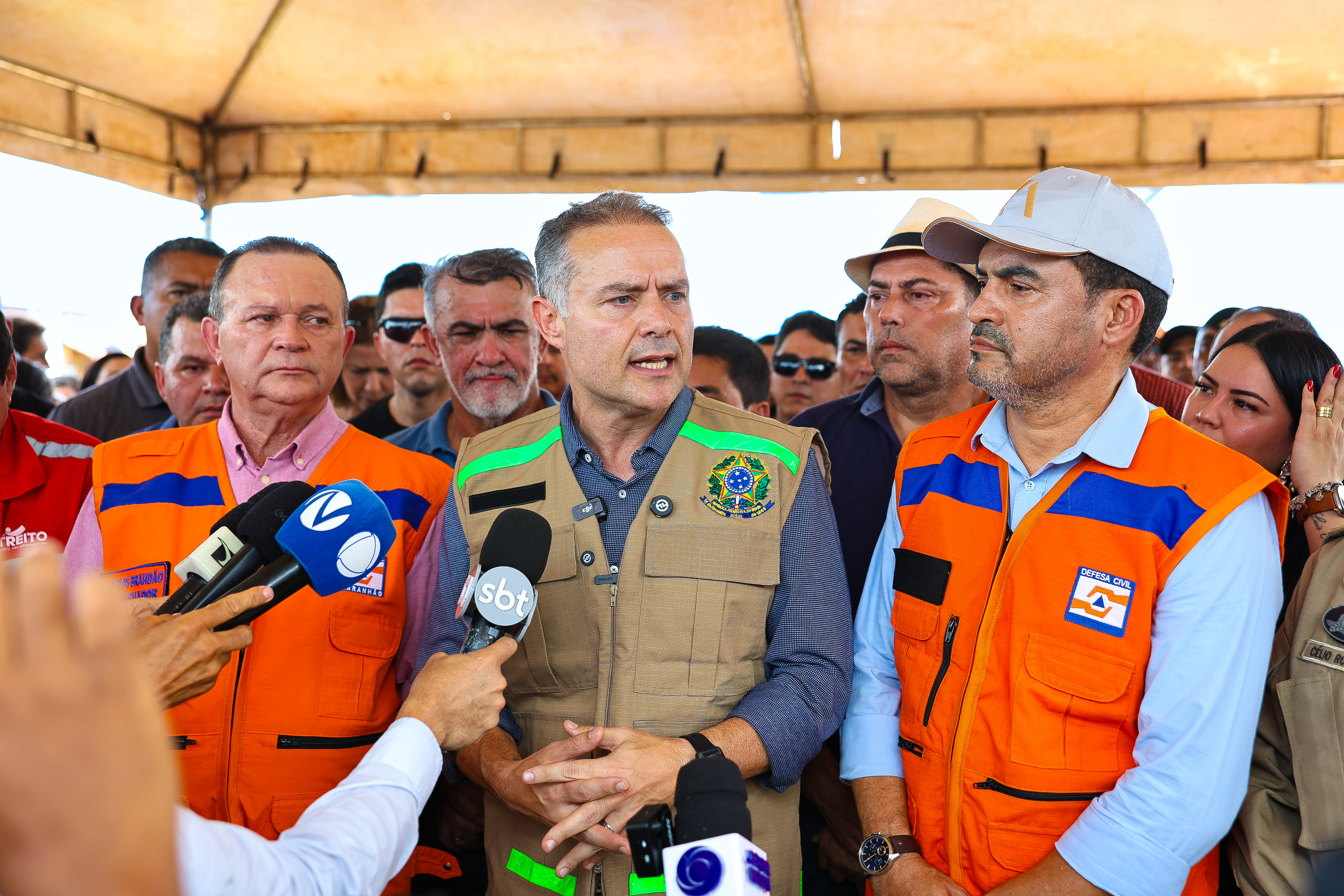
Ministro dos Transportes, os governadores do Maranhão e Tocantins, Renan Filho, Carlos Brandão e Wanderlei Barbosa, durante coletiva de imprensa sobre o desabamento da ponte.

O presidente brasileiro Luís Inácio Lula da Silva prestou condolências aos familiares das vítimas e afirmou em suas redes sociais: "Acompanho com muita atenção os desdobramentos do desabamento da ponte Juscelino Kubitscheck de Oliveira, entre os estados do Tocantins e do Maranhão".
Ele disse ainda que enviou o ministro dos Transportes, Renan Filho, para acompanhar e dar suporte à situação. O ministro, juntamente com o governador do Tocantins Wanderlei Barbosa, anunciou o investimento de mais de 100 milhões de reais para a reconstrução imediata da ponte.
O governador do Maranhão Carlos Brandão garantiu que não há risco de contaminação das águas do rio. Na manhã do dia 26 de dezembro, ele decretou luto oficial de três dias, por causa do desabamento da ponte.
Em 28 de dezembro, o prefeito de Estreito no Maranhão, Léo Cunha do Partido Liberal, decretou situação de emergência no município por causa da queda da ponte.

### Abastecimento de água
Devido a preocupações de contaminação do rio por acido sulfúrico e produtos agrícolas, os governos do Tocantins e do Maranhão recomendaram que os fornecedores de água cortassem os serviços dos municípios e comunidades abastecidas pelo rio Tocantins. Apenas algumas cidades seguiram as recomendações, incluindo Imperatriz, devido às outras serem fornecidas por captação subterrânea. O governo dos estados afetados também alertou contra o contato com o rio. Caco Graça, supervisor da Secretaria de Meio Ambiente do Maranhão, disse que o risco de derramamento foi minimizado depois que a carga de substâncias tóxicas foi encontrada intacta.

### Retirada dos veículos
Os trabalhos para a retirada dos veículos iniciaram no dia 21 de janeiro de 2025 e no final da manhã do dia 23 do mesmo mês o Departamento Nacional de Infraestrutura de Transportes (Dnit) concluiu os trabalhos para a retirada dos veículos.

### Economia
O impacto na economia local foi enorme e alguns setores como de bens, serviços e do agronegócio viram queda de 70% nas atividades no primeiro mês após ao desabamento. 

## Implosão e reconstrução
O que restou da ponte foi implodido no dia 02 de fevereiro de 2025, gerando 7 toneladas de entulhos, que foram removidos aos poucos. Uma nova ponte deve ficar pronta até o final de 2025  